# Cuthbert Hely
Cuthbert Hely war ein englischer Lautenist, der in der ersten Hälfte des 17. Jahrhunderts wirkte.

## Leben
Über sein Leben ist weiter nichts bekannt. Falls Hely seine Kunst jedoch aus erster Hand gelernt haben sollte, also bei Musikern wie John Dowland, dann könnte er um 1570 geboren worden sein und wäre um 1640 ein betagter Mann gewesen.
Einer früheren Ansicht, dass Hely das Cherbury-Lautenbuches zusammengestellt habe und der Lehrer Lord Herberts gewesen sei, steht entgegen, dass Lord Herbert nach eigenen Angaben das Lautenspiel um 1603 weitestgehend autodidaktisch erlernte und dass Helys Kompositionen erst von dritter und letzter Hand in dem Lautenbuch eingetragen wurden.
Ob der Komponist mit einem Cuthbert Hely identisch ist, der während der fraglichen Zeit im englischen Ludlow belegt ist, bleibt fraglich.

## Werk
Acht Musikstücke für Laute von Cuthbert Hely stehen im Lautenbuch des Edward, Lord Herbert von Cherbury (vier Fantasien, drei Präludien und eine Sarabande). Die Eintragungen werden auf ca. 1640 datiert. Ein einziges weiteres Musikstück von Hely ist noch bekannt, ein vierstimmiges Air in der Handschrift GB-Lbl Add. 18940, die auf ca. 1650 datiert wird.
Obwohl nur wenige Stücke von Hely überliefert sind, stellt seine Musik, die die Tonkunst eines John Dowland in das beginnende Barockzeitalter weiterführt, einen Gipfel der Lautenkunst an der Schwelle zum Barock dar.

## Ausgabe
- Cuthbert Hely: Eight Pieces by Cuthbert Hely for Ten-Course Lute. übertragen und herausgegeben von Matthew Spring. The Lute Society Music Editions, Oldham 1993, ISBN 0-905655-04-4. (Französische Tabulatur und Noten)